# Limón de Parhueña
Pour les articles homonymes, voir Limon et Parhuena.
Limón de Parhueña est la capitale de la paroisse civile de Parhueña dans la municipalité d'Atures dans l'État d'Amazonas au Venezuela.